# Vera Romeyke ist nicht tragbar
Vera Romeyke ist nicht tragbar ist ein 1975 entstandener deutscher Spielfilm von Max Willutzki mit Rita Engelmann in der Titelrolle.

## Handlung
Vera Romeyke ist eine Frau von Anfang dreißig und arbeitet als ebenso idealistische wie engagierte Lehrerin im Ruhrgebiet. Sie ist Parteimitglied der SPD und gehört der Gewerkschaft Erziehung und Wissenschaft an. Sie versucht, ihre Klasse mit neuen Unterrichtsformen für den Lehrstoff zu begeistern und weicht dadurch von den üblichen, vorgegebenen Lehrmethoden ab. In Rollenspielen sollen sich ihre Schüler mit ihrem Leben und dem ihrer Eltern auseinandersetzen und lernen, gesellschaftliche Konventionen zu hinterfragen. Eines Tages gerät Romeyke deswegen mit der Schulbehörde und den konservativen Erziehungsberechtigten ihrer Schüler in einen massiven Konflikt, da sie die Schüler mit den konkreten Mechanismen der Arbeitswelt vertraut machen will.
Man unterstellt ihr eine politisch linke, gar sozialistische „Indoktrination“, und die Eltern wenden sich bezüglich ihrer Bedenken an die Schulbehörde. Nun gerät Romeyke in die Mühlen des schulischen Beamtenapparates ihrer Vorgesetzten. Mit ihrer aufgeschlossenen und zu ihrer Zeit auch „revolutionären“ Haltung spaltet sie Lehrerschaft wie Schülerschaft in zwei unversöhnliche Lager. Nach einem intensiven Verhör bezüglich ihrer staatsbürgerlichen Gesinnung, ob diese noch auf dem Boden des Grundgesetzes und der Bundesrepublik stünde, wird die mitnichten radikale, sondern lediglich ihren Lehrberuf mit viel Empathie ausübende Pädagogin in eine andere Stadt versetzt, denn im Abschlussbericht heißt es: „Vera Romeyke ist nicht tragbar“.

## Produktionsnotizen
Vera Romeyke ist nicht tragbar wurde am 22. April 1976 uraufgeführt. Da sich der Film kritisch mit der bundesrepublikanischen Wirklichkeit (Stichwort „Radikalenerlass“) auseinandersetzte, wurde er auch in der DDR zugelassen und dort am 19. November 1976 erstaufgeführt. Am 26. Mai 1977 lief Vera Romeyke ist nicht tragbar im DDR-Fernsehen.

## Kritiken
„Endlich gibt es also einen deutschen Film über Berufsverbote und Radikalenerlaß, leider keinen, dem man mehr als guten Willen bescheinigen kann […] Leider stilisiert Willutzki, bekannt geworden durch den ‚Langen Jammer‘ über eine Mieter-Initiative im Märkischen Viertel, seine Protagonistin zu einer allzu edlen Heiligen Johanna der Schulbänke, die ihren Inquisitoren pathetische Binsenwahrheiten über das Grundgesetz entgegenschleudert. Die quälend hölzerne Inszenierung, die hilflos auf griffige Kino-Effekte spekuliert und sich beim Zuschauer mit schamlos naiven Identifikationsmodellen anbiedert, degradiert die Figuren allesamt zu sterilen Spruchbändern und Leitartikeln, erlaubt ihnen nie eine Entwicklung. Wo nur dokumentarische Präzision überzeugend gewesen wäre, hantiert Willutzki mit melodramatischen Klischees, läßt sich nicht auf Menschen und ihre Probleme ein, sondern liefert planen linken Kitsch.“

„Weniger logisch als emotional argumentierender Film, der sich vor dem Hintergrund der Diskussion um den ‚Radikalenerlaß‘ (ab 1972) in der Bundesrepublik Deutschland gegen staatlichen Machtmißbrauch wendet. In die Situationsbilder fließt die Beschreibung von Repressionsmechanismen, aber auch der Versuch zur Rechtfertigung und zur versachlichenden Diskussion ein, was den Film zu einem grundsätzlich diskussionswerten ‚Lehrfilm‘ über das Problem des Berufsverbots macht. Darüber hinaus ist er rückblickend eines der wenigen deutschen ‚Spielfilm-Dokumente‘ zu einem Stück brisanter Tagespolitik.“

„Einzig die ‚Berliner Schule‘ (Ziewer mit ‚Der aufrechte Gang‘, Lüdcke/ Kratisch mit ‚Tannerhütte‘, Willutzki mit ‚Vera Romeyke ist nicht tragbar‘) bemüht sich konsequent um einen sozialkritischen Film in der Tradition von Slatan Dudow (‚Kuhle Wampe‘) und Phil Jutzi (‚Mutter Krausens Fahrt ins Glück‘).“